# Vela esportiva
|  | No s'ha de confondre amb Vela lleugera. |

La vela és un esport nàutic que consisteix en controlar la dinàmica d'un vaixell propulsat solament pel vent actuant sobre les seves veles (anomenat per aquest motiu veler). La navegació a vela, com a esport, pot ser d'esbarjo o de competició. Les competicions de vela reben el nom de regates.

## Història

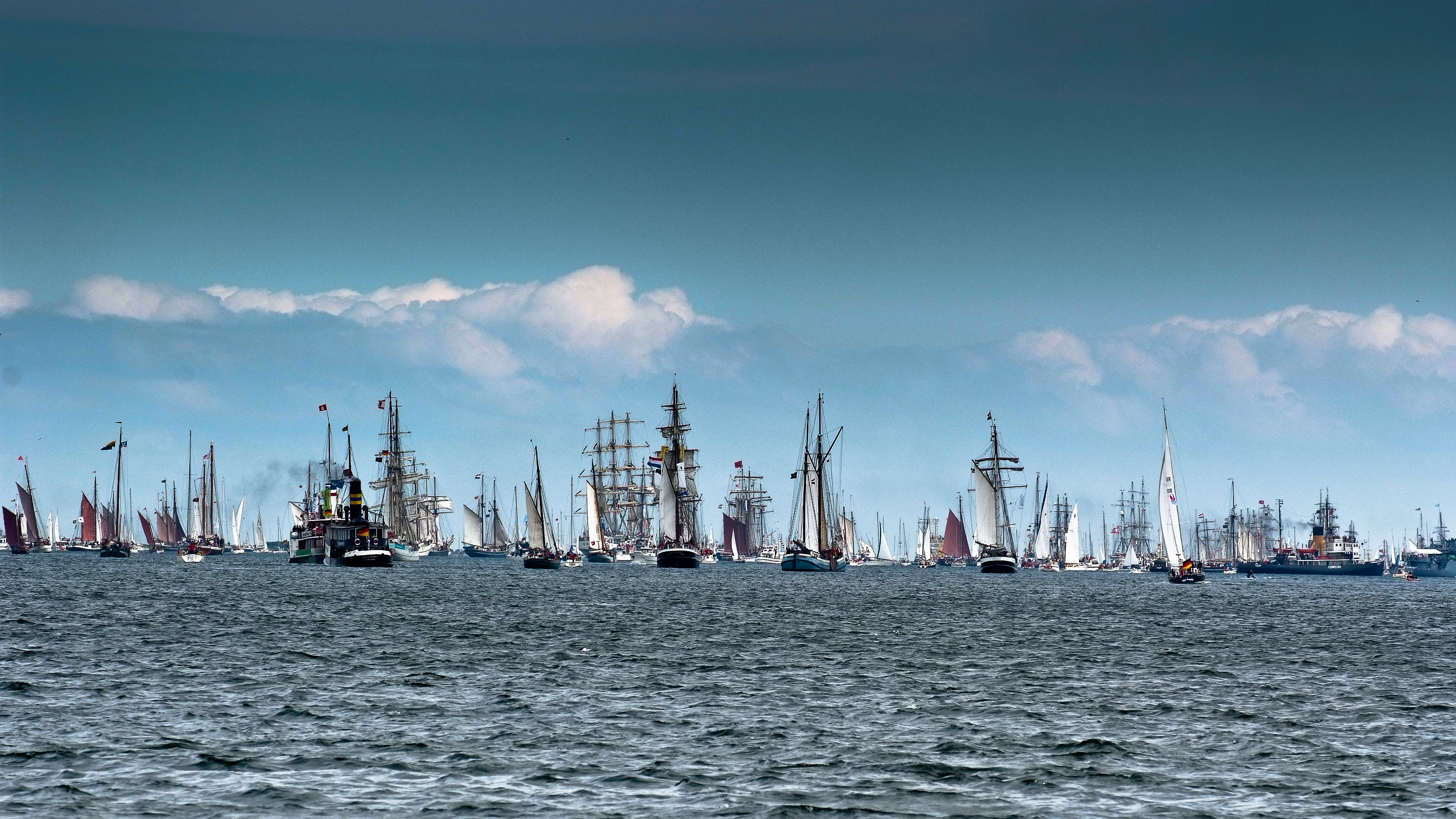
Windjammer Parade a Kiel (Alemanya), la regata i esdeveniment de vela més gran del món

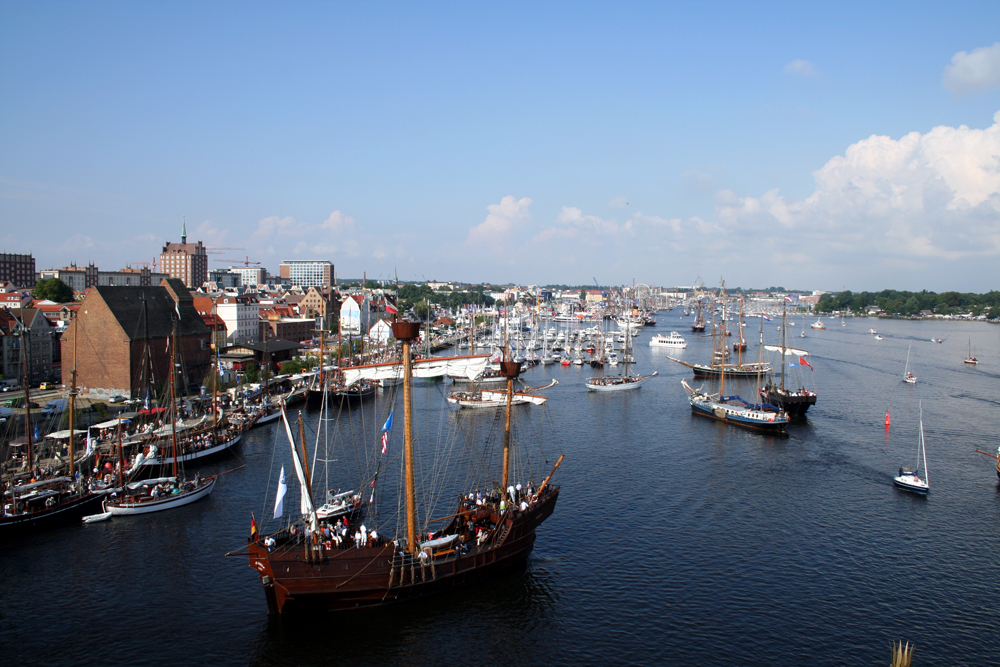
Hanse Sail, Rostock

La història de la vela ha estat molt important en el desenvolupament de la civilització, proporcionant més mobilitat, ja sigui pel comerç, el transport, la guerra, o la capacitat de pesca. Hi ha diverses opinions sobre la representació més antiga d'un vaixell de vela. Alguns investigadors diuen que va aparèixer en un disc pintat, que es va trobar a Kuwait i data de finals del segle cinquè mil·lenni abans de Crist. Altres investigadors diuen que els primers vaixells de vela lleugera es van trobar a l'antic Egipte. Els egipcis van atribuir els vaixells de vela a Isis, una deessa Egípcia, qui buscava el seu fill. Per poder anar més ràpid en el viatge, se li va ocórrer elevar un pal en mig de l'embarcació i posar un llenç capaç de rebre el vent, i fer avançar més ràpid l'embarcació. També una minoria d'investigadors diuen que els primers vaixells de vela van ser construïts pels grecs. Segons la creença grega van poder ser dos homes els inventors, Dèdal quan va escapar del laberint de Creta o Eol, déu dels vents. Els avenços en la tecnologia de navegació van començar a produir-se durant l'edat mitjana, i va permetre a exploradors àrabs, xinesos, indis i europeus fer viatges més llargs i, per tant, ha contribuït a moltes grans exploracions al món. Una de les naus més elaborades en l'edat antiga va ser trirrem. Aquesta tenia tres files de rems en cada costat i una vela quadrada en el centre.
La navegació d'esbarjo o esportiva va néixer als Països Baixos al segle xvii, amb el rei Carles II d'Anglaterra que el va convertir en esport al seu país, després del seu retorn de l'exili a Holanda. La primera regata de la qual es té constància va tenir lloc en el riu Tàmesi, entre Greenwich i Gravesend, competint els navilis de Carlos II i el seu germà el duc de York.
Als Estats Units va tenir gran repercussió, i en 1851 el Club de Iots de Nova York va enviar una goleta anomenada America per competir contra embarcacions britàniques en la Queen's Cup. La America va guanyar contra 14 rivals i es va endur la copa, donant origen a la competició més antiga d'aquest esport en l'actualitat, la Copa de l'Amèrica. Amb l'arribada del motor de vapor la vela va perdre la seva importància com a mitjà de transport i va créixer el seu aspecte lúdic i esportiu.
L'evolució en els materials ha provocat també canvis molt importants durant el segle xx en la construcció dels iots, i l'ocupació de fibra de carboni i d'alumini ha dotat a les embarcacions de molta major velocitat.

## Vela lleugera i vela de creuer
Les embarcacions de vela lleugera són considerades aquelles que tenen una eslora menor i han de ser guardades a terra abans i després de la navegació. Solen ser models amb unes mesures, pes i aparell idèntics, que regulen els organismes que regeixen les diferents classes.Solen tenir uns timons i orses abatibles.
Les embarcacions de creuer són aquelles altres, normalment de major eslora, que es mantenen a l'aigua tot el temps, ja que la seva orsa i el seu timó no són extraïbles. Poden pertànyer a una classe o ser dissenys únics. Hi ha moltes embarcacions de creuer que s'utilitzen solament per a competicions, o regates i que requereixen un manteniment especial en escars nets i protegits.

## Competicions

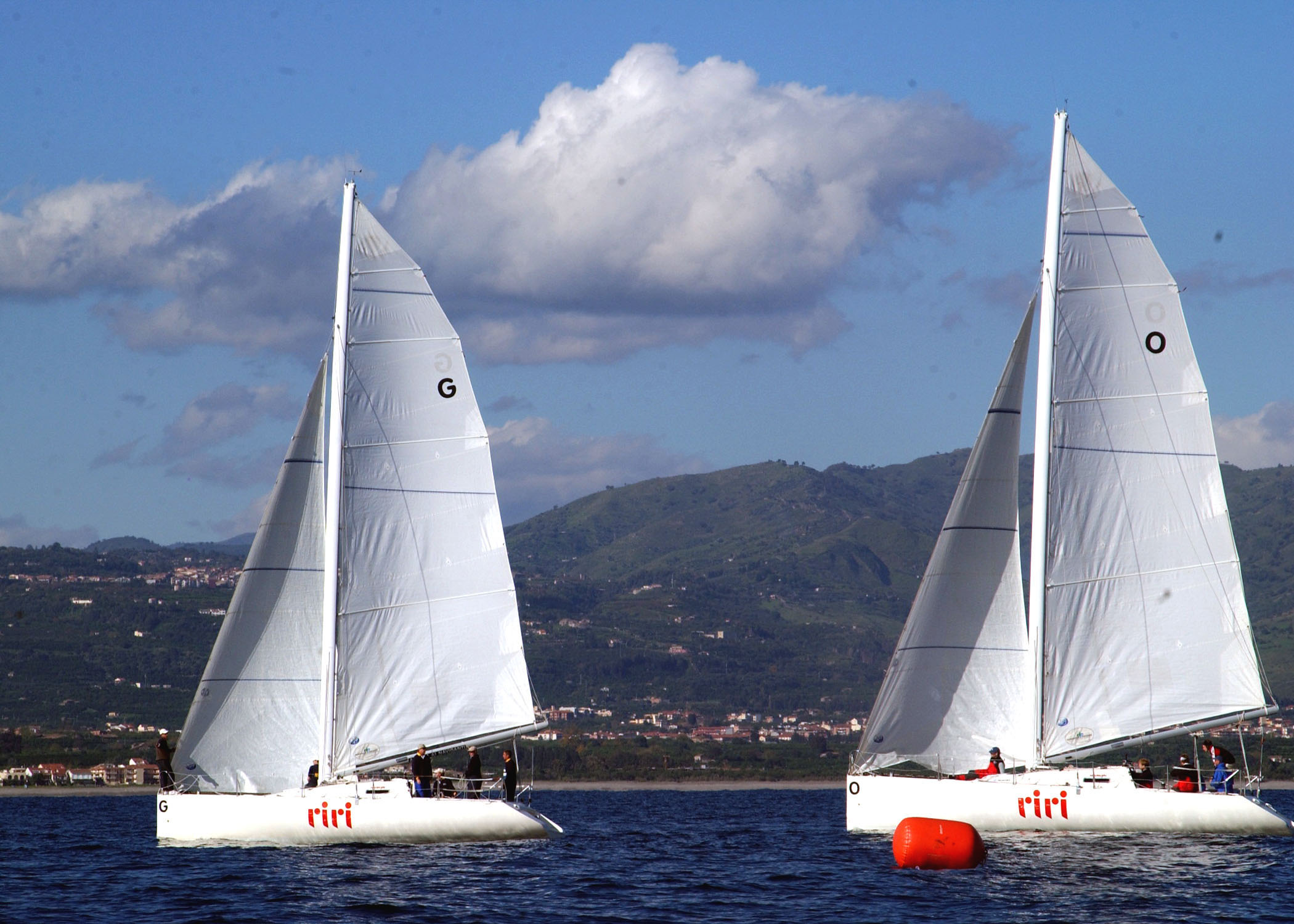
Regata.

Fins a 1868 les competicions de vela es regien per regles particulars desenvolupades per cada club nàutic, la qual cosa representava molts problemes d'arbitratge i interpretació quan diversos clubs volien competir entre si. L'1 de juliol de 1868 es va convocar un congrés afavorit pel Royal Victoria Yacht Club britànic amb la finalitat de crear unes regles que poguessin ser acceptades per tots. En 1906 es va acceptar el sistema mètric decimal en les regles de mesurament, i en 1907 es va fundar un organisme internacional que regula tota la competició a vela. Actualment es diu Federació Internacional de Vela (ISAF), i és l'ens encarregat de publicar el Reglament de Regates a Vela. La ISAF dirigeix tant la vela lleugera, com l'olímpica i la de creuer, encara que algunes regates de creuers, en particular, utilitzen un sistema de mesurament internacional (IMS) que regula el Offshore Racing Council (ORC).

### Vela lleugera
Dins de la vela lleugera, les competicions més importants són els campionats del món de cada classe (snipe, optimist, vaurien, sunfish, etc.), i els Jocs Olímpics.

### Vela olímpica
La vela es va convertir en esport olímpic en els Jocs Olímpics de París 1900. Quatre anys abans estava previst el seu debut a Atenes però les males condicions meteorològiques ho van impedir. Ha estat present en tots els Jocs excepte en Sant Luis 1904, i ha sofert multitud de variacions quant a classes i estils.
La gran figura de la vela ha estat el danès Paul Bert Elvstrøm, que va guanyar quatre medalles d'or a la classe fi des de 1948 fins a 1960. Posteriorment va arribar a competir al costat de la seva filla, ja sense tanta fortuna. La britànica Frances Rivett-Carnac va ser la primera dona que va aconseguir una medalla d'or, aconseguint-la al costat del seu espòs en 1908 en la categoria de set metres. Des de 1984 hi ha proves específiques per a dones a part de les categories open.
- Medaller olímpic (al final de Londres 2012):

### Vela de creuer
Aquestes embarcacions poden ser d'una classe o de diverses, és a dir, que n'hi poden haver d'iguals, o que siguin dissenys únics. No es divideixen per classes, així un creuer pot ser des del típic vaixell de vela amb motor, fins als típics vaixells de quatre pisos que solen sortir en les pel·lícules.
Sens dubte la competició més important de creuers és la Copa Amèrica, seguida d'algunes regates transoceàniques com la Volvo Ocean Race, la Vendée Globe, la Barcelona World Race o la Mini Transat 6.50.

## Materials dels velers
Existeixen diferents materials per construir un vaixell. Aquests estan basats en la utilitat que se li donarà i en el preu.
VAIXELLS DE FUSTAAquests són vaixells elegants, però que requereixen un alt manteniment, especialment si es troba a prop dels tròpics. Per això, cada cop n'hi ha menys i en conseqüència, els especialistes que treballen en aquest material van desapareixent.
VAIXELLS DE FIBRA DE VIDREÉs el material més utilitzat amb diferència, i això es dona per diverses raons. La primera perquè és un material més econòmic, senzill i amb un acabat perfecte. Se solen fer embarcacions que navegaran pocs dies de l'any i que passaran la major part del temps amarrades al port.
VAIXELLS DE FERROCIMENTÉs un material que va utilitzar especialment en els anys setanta. És un material molt barat, però només es pot aplicar a l'estructura del vaixell. És bastant segur per la navegació i el manteniment és semblant a la de la fibra de vidre, però el problema és que són vaixells molt pesats.
VAIXELLS D'ACER
És un material molt utilitzat per a vaixells grans, ja que és molt dur. Els tractaments antioxidants són bàsics i molt delicats, ja que depenen directament de la durada del vaixell. Un avantatge podria ser que permet qualsevol disseny per complicat que sigui. Però un problema és que com que no són aïllants tèrmics, l'interior del vaixell pot arribar a tenir unes temperatures molt altes o molt baixes.
VAIXELLS D'ALUMINI
La seva duresa i el seu pes són ideals, especialment si es té en compte la seva ductilitat per poder rebre impactes accidentals sense fracturar-se. A més, no necessiten cap mena de pintura per mantenir-lo, ja que resisteix perfectament la corrosió.
Els vaixells més petits, és a dir els de vela lleugera, estan fets de fibra de carboni. Aquesta s'adapta molt bé al motlle del vaixell fet inicialment, i aquesta està protegida amb una capa de massilla per donar consistència al vaixell.

### Materials de la vela

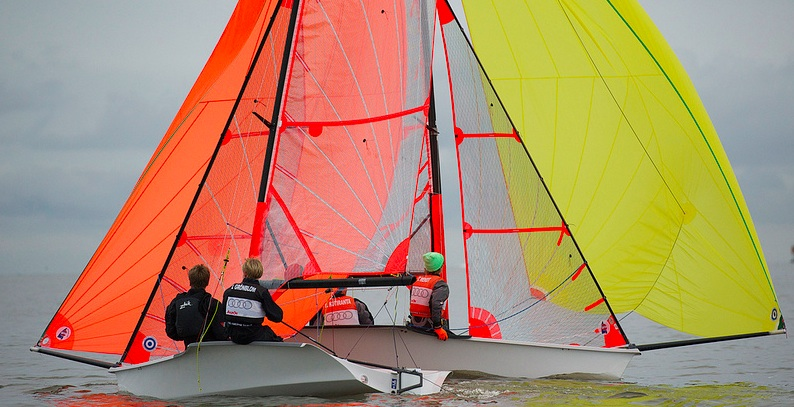
29er

La figura i el material de les veles ha variat molt al llarg de tota la història. Es van fer diverses menes, unes de forma rodona, d'altres de forma triangular i d'altres quadrades. Els egipcis els construïen amb escorça del papir. Els romans utilitzaven el lli, i alguns pobles del voltant utilitzaven espart i joncs. En canvi els xinesos utilitzaven materials molt diferents, les veles les subjectaven amb canyes i estaven fetes de cotó. Actualment les veles poden ser de diversos materials segons la utilitat de cada una. Es pot utilitzar el niló, aquest és un plàstic de gran resistència però al mateix temps molt flexible, que és perfecte per veles com l'espinnàquer, ja que ha de cedir per agafar les estirades del vent embossat. Les veles que no embossen aire com la major o el floc, el material ha de ser més rígid i, per tant, ja no es pot utilitzar el niló. En aquests casos, el que es fa servir és el Dacron, que aquest és tan resistent com el niló però menys flexible. També hi ha el Kevar que és un material molt rígid i lleuger i, per tant, les veles pesen molt poc i no perden la seva forma original. Aquest és molt car i pateix molt pels rajos ultraviolats del sol i per això no es fa servir tant.

## Parts del vaixell
- Pal: pal bàsic que suporta la vela major.
- Floc: és la vela més petita situada a la part davantera de l'embarcació.
- Buc: part que forma el vaixell en si. És la part que flota en l'aigua.
- Estribord: és la manera nàutica de dir dreta.
- Babord: és la manera nàutica de dir esquerra.
- Proa: és l'art de davant del vaixell.
- Popa: és la part de darrere de l'embarcació.
- Aleta: és la cantonada de darrere del buc.
- Escota: cap que pot ser de diferents mides, que controla l'obertura de la vela major i el floc.
- Orsa: part extraïble del vaixell amb forma rectangular, que servei per reduir la força del corrent, és a dir fer que l'embarcació navegui endavant i no vagi de costat.
- Botavara: cilindre situat sota de la vela major que dona forma i consistència a la vela.
- Timó: part essencial que controla la direcció de l'embarcació.

### Part de la vela
- Major: és la vela més gran i està situada darrere del floc.
- Floc: és la vela més petita situada a la part davantera de l'embarcació.
- Espinàquer: és una vela molt potent que només la porten algun tipus d'embarcació. Aquesta està guardada dins de l'embarcació i es treu quan es fa un rumb obert (llarg, través, popa) estirant d'un cap.
- Puny de drissa: és el punt on s'acaba la vela major.
- Sabre: pal que es posa dins de la vela per donar-li forma.
- Baluma: part exterior de la vela (tant de la major com del floc), per on surt el vent.
- Gràtil: part interior de la vela per on entra el vent. És la part més sensible de la vela.
- Pujamen: vora inferior de la vela, és el punt entre la botavara i la vela.
- Puny d'escota: és el punt exterior i inferior de la vela on es lliga la vela amb la botavara de la vela major.
- Puny d'amura: és el punt que està més a l'exterior del floc.

## Vents

Els vents

Els vents poden venir de moltes direccions i solen anar variant constantment; d'això se'n diu rolar. Hi ha 8 tipus de vents:
- Tramuntana: és el vent que ve del nord. Sol ser un vent molt fort i fred.
- Migjorn: és el vent que ve del sud. No és un vent molt fort i el mar sol estar tranquil.
- Llevant: és el vent més fort juntament amb la tramuntana. Prové de l'est i és un vent que a part de ser fort, deixa molt mala mar de fons, és a dir molta onada.
- Ponent: és el vent que prové de l'oest. No és gaire fort però, igual que el llevant, deixa molt mala mar de fons.
- Mestral: és el vent que prové del nord-oest. Juntament amb la tramuntana i el llevant és un vent molt fort, però amb aquest vent la mar no sol estar molt moguda.
- Gregal: és el vent que prové del nord-est. És un vent no gaire fort, però que constantment està rolant, és a dir que constantment està canviant de direcció.
- Garbí: és un vent que prové del sud-oest i és molt típic a tota la Costa Durada i la Costa Brava sud. És un vent fluix que no dona cap problema.
- Xaloc: és el vent que prové del sud-est. És molt poc comú, però quan es dona, pot ser molt variat.

## Rumbs
Una embarcació sense motor pot navegar al rumb que vulgui però, hi haurà algunes que aniran més ràpid, d'altres més lent i d'altres no es podrà anar directament, sinó que s'haurà de fer una ziga-zaga. Hi ha 4 rumbs possibles.
- Cenyida: és la manera de navegar en contra del vent. En aquest rumb no es pot navegar directament. El vent com s'ha mencionat anteriorment, entra pel gràtil i surt per la baluma. Per tant, si naveguéssim directament, el vent ens entraria per davant i no permetria que la vela s'inflés i fes avançar l'embarcació. A causa d'això hem d'anar fent ziga-zagues i a poc a poc avançar endavant. La vela ha d'anar en una posició tancada en la qual la botavara estigui just a sobre de l'aleta.
- Través: és el rumb que està perpendicular al vent. Amb aquest rumb pots anar directament i és el més ràpid de tots amb diferència. La vela es porta mig oberta, en una posició en què li entri el vent bé; és a dir que el gràtil no flamegi i que, per tant, el vent no flueixi amb tranquil·litat.
- Llarg: és el segon rumb més obert i, també, el segon més ràpid, després del través. La vela s'ha de portar més oberta que en el través, ja que el vent entra més de popa. S'ha d'anar jugant i veure en quin punt la vela no flameja.
- Popa: és el rumb més lent de tots, però a diferència de la cenyida es pot anar directe a la boia, i això fa que puguis arribar amb menys temps. La vela ha d'estar completament oberta, però mai sense passar-se d'uns 90 graus.

### Virades
Són moviments que consisteixen a canviar el rumb de l'embarcació i fer que el vent entri per una altra part de l'embarcació de manera que la vela hagi de canviar de costat. Hi ha dos tipus de virades:
1.	Virada per avant: és aquella virada que passes la proa per on ve el vent, girant un mínim de 90 graus. Aquesta virada es du a terme quan estàs en rumb de cenyida i vols anar cap al cantó oposat.
2.	Virada en rodó: també és coneguda com a trabujada. Consisteix a passar la popa per on ve el vent, canviant la vela de costat i d'aquesta manera canviar d'amura. Es du a terme quan vas en popa i vols canviar de costat. Si estàs anat de popa rodona, és a dir que el vent t'entra directament per la popa, no cal variar el rumb per poder canviar la vela de costat.

## Reglament
El reglament de regates a vela (RRV), es publica cada 4 anys, en finalitzar els jocs olímpics. És publicat per la Federació Internacional de Vela (ISAF). Consisteix en un seguit de normes que no pots incomplir, amb l'objectiu de fer la vela un esport menys perillós, més ordenat i més just per a tothom. Si incompleixes una norma, reps una penalització, i depèn de la norma que es tracti, la penalització pot ser més alta o menys. Les normes principals i més importants són:
Competitivitat. És la regla 69. Diu que no es pot robar ni fer malbé el material dels altres amb mala intenció, només per aconseguir un benefici propi. Si incompleixes aquesta norma, es pot arribar a penalitzar amb l'extracció de la llicència federativa, és a dir que et poden deixar sense navegar.
Babord / estribord. És la regla 10. Diu que quan els vaixells estan en amures oposades, el vaixell amurat a babord s'haurà de mantenir separat a un vaixell amurat a estribord. El vaixell amurat a estribord és aquell que es troba a la dreta del vaixell, i sempre té preferència. El vaixell amurat a babord és aquell en què la persona està asseguda a la dreta del vaixell i és la que s'ha de mantenir apartada.
Barlovent / Sotavent. És la regla 11. Diu que quan els vaixells estan en la mateixa bordada i compromesos, el vaixell de barlovent es mantindrà separat d'un vaixell a sotavent. El vaixell de barlovent és aquell que es troba més a prop del vent, i s'ha de mantenir separat del de sotavent. El vaixell de sotavent és aquell que està més allunyat del vent.
Aigua. És la regla 18, i una de les més complexes. Aquesta norma diu que a un radi de 3 eslores (una eslora és la llargada del vaixell), el vaixell que estigui més lluny de la boia s'ha de mantenir separat del que està més a prop, deixant-li espai suficient perquè aquest pugui passar-la correctament.

## Regata
Una regata és una competició esportiva de velocitat, o una cursa entre embarcacions. Les regates de vela lleugera solen realitzar-se sobre un recorregut marcat per boies. En la vela de creuer, a més dels recorreguts abalisats, es navega en regates de port a port. Quan el recorregut travessa diferents mars la regata s'anomena oceànica o transoceànica. Les regates més destacades són:
- Copa Amèrica de vela
- Mini Transat 6.50
- Volvo Ocean Race
- Vendée Globe
- Audi MedCup
- Barcelona World Race

### Sortida

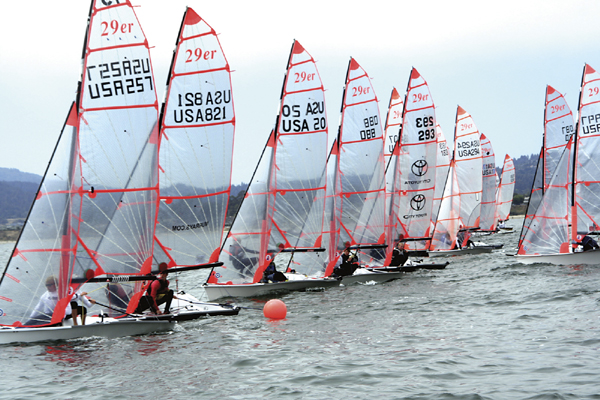
Sortida de 29er

La sortida d'una regata és la part més important de totes. Primerament avisen als 5 minuts i aixequen la bandera de classe. Després tornen a avisar al cap de 4 minuts i aixequen la bandera de sortida. Finalment, avisen quan queda 1 minut per la sortida. Aquí la gent s'alinea amb una línia imaginaria que es crea entre el comitè i una boia o un visor. Al moment de la sortida has de travessar aquesta línia, i disposar-te a anar cap a la primera boia el més ràpid possible. Durant l'últim minut, no pots creuar aquesta línia, ja que sinó, depèn de la bandera que s'hagi pujat, es penalitzarà d'una manera o d'una altra.

#### Banderes de sortida
Quan queden 4 minuts per la sortida, el comitè aixeca una bandera de sortida, segons la bandera que hagi aixecat durant l'últim minut podrem, o no, travessar la línia imaginària. Aquestes poden ser:
PapaÉs una bandera de quadres blancs i blaus, significa que durant l'últim minut, pots estar fora de la línia, però si en el moment de la sortida estàs fora, has de tornar a entrar i tornar a sortir.
ÍndiaÉs una bandera groga amb un punt negre al mig. Significa que durant l'últim minut de la sortida no pots estar fora de línia. Si ho estàs, has de fer una volta al comitè o en el visor i tornar a sortir.
ZulúÉs una bandera amb 4 triangles de colors negre, vermell, groc i blau. Aquesta bandera és molt poc comú i no es fa servir quasi mai. Vol dir que si estàs fora durant l'últim minut, et descompten un 15% del teu resultat final.
NegreÉs una bandera de color negre. Es fa servir habitualment i avisa que si durant l'últim minut estàs fora de la línia, quedes desqualificat directament.

### Boies
En les regates, es posen uns flotadors molt grans, rectangulars anomenats boies. Aquest et marquen el recorregut que hauràs de fer. Quan fas el recorregut has d'imaginar una espècie de fil imaginari que està enganxat a la popa del teu vaixell i marca tot el recorregut que has fet. Per haver fet correctament el recorregut, has d'imaginar que estires d'aquest fil, si totes les boies queden agafades pel fil, vol dir que ho has fet bé.

### Arribada
L'arribada és el punt on s'acaba el recorregut. Està marcat per una boia d'àncora amb una bandera blava i un vaixell també amb una bandera blava. En el vaixell es troben els encarregats d'anotar i gravar l'ordre d'arribada dels regatistes.

### Possibles recorreguts
Depèn de la classe que sigui, si és més ràpid o més lent, etc. Podem distingir entre molt tipus de recorreguts, però els més comuns són:
ZI: Consisteix a fer una volta més en el primer tram. És a dir, que seria cenyida, popa, cenyida, través, popa i llarg.
ZO: Consisteix a fer una volta més en la segona part del recorregut. És a dir que consisteix a fer: cenyida, través, popa, cenyida, popa i llarg.
XO: Aquest recorregut consisteix a fer una única volta en el recorregut, és a dir: cenyida, través, popa i llarg.
Triangle olímpic: és un dels recorreguts més importants de tots. Aquest és el que es va fer servir en els Jocs Olímpics. Consisteix a fer: cenyida, popa, cenyida, través i través.

## Vela olímpica
La vela es va convertir en un esport olímpic en el 1900, quan es van celebrar els Jocs Olímpics de París. Quatre anys abans estava previst que participés en Atenes però les males condicions meteorològiques no ho van permetre. A partir d'aquí, ha estat present en tots els Jocs, excepte en els de San Louis (EUA) en el 1904, i ha patit moltes variacions en les classes i els estils. Per poder anar a les olimpíades, primer de tot has de classificar al país, fent campionats continentals i mundials. Un cop el país està classificat, has de fer un seguit de competicions nacionals per decidir qui representarà el país. Es fan diverses competicions, i en cada competició es guanyen un seguit de punts, que com més endavant, més n'aconsegueixes, i segons el nombre de punts que té cada persona es fa un rànquing. El primer d'aquest rànquing és el que anirà a les olimpíades i representarà al país.